# Saxifraga cespitosa

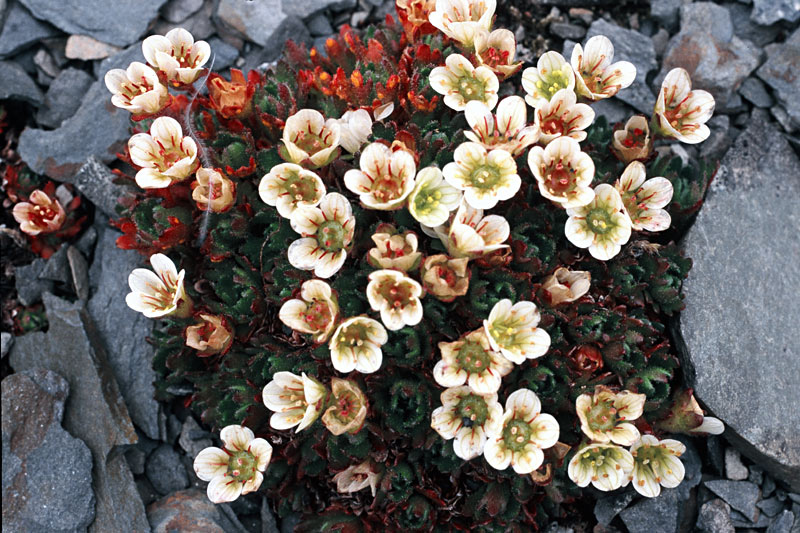
Saxifraga cespitosa

La Saxífraga cespitosa (Saxífraga en forma de gespa) és una espècie de planta comuna de distribució circumpolar i alpina, incloent Svalbard, els Alps, Noruega, Islàndia, Sibèria, i Alaska. És una espècie molt variable en la seva forma (polimòrfica)
Disposa d'una arrel mestra gruixuda i té diverses tiges amb fulles ja mortes a la base. Les fulles tenen normalment tres lòbuls (de vegades cinc). tant les fulles com els sèpals mostren tricomes. Les tiges florals fan de 5 a 1o cm d'alt amb una o dues flors per cada tija. Els seus pètals són blancs dues vegades més llargs que els lòbuls del calze. Són freqüents els espècimens nans (amb les tiges més curtes i pètals groguencs).
Creix en llocs secs defugint els argilencs els quals li resulten massa humits.

## Referències

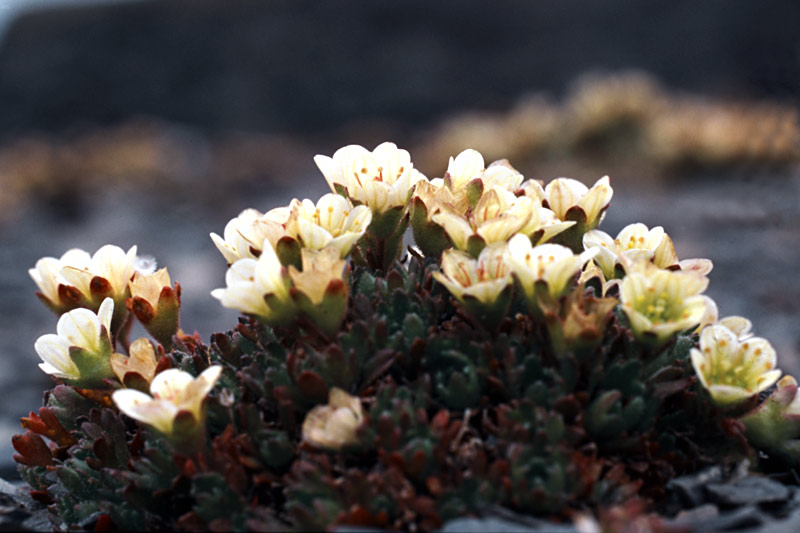
Saxífraga cespitosa
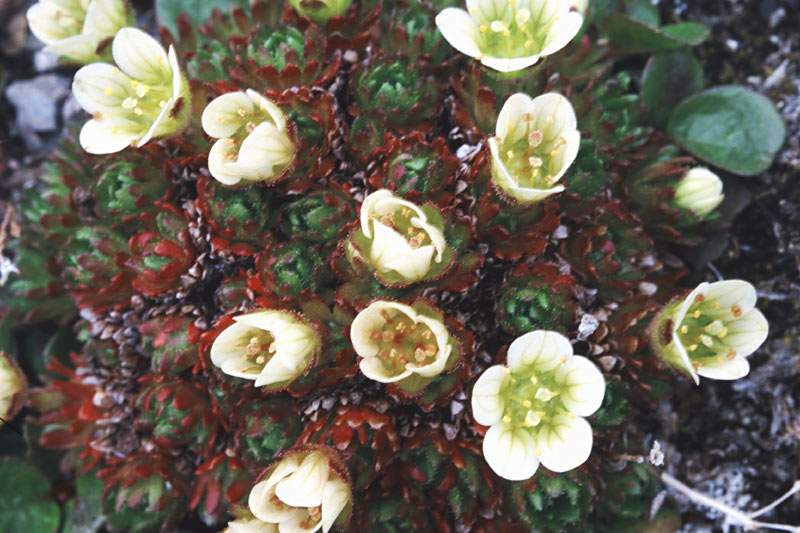
Saxífraga cespitosa
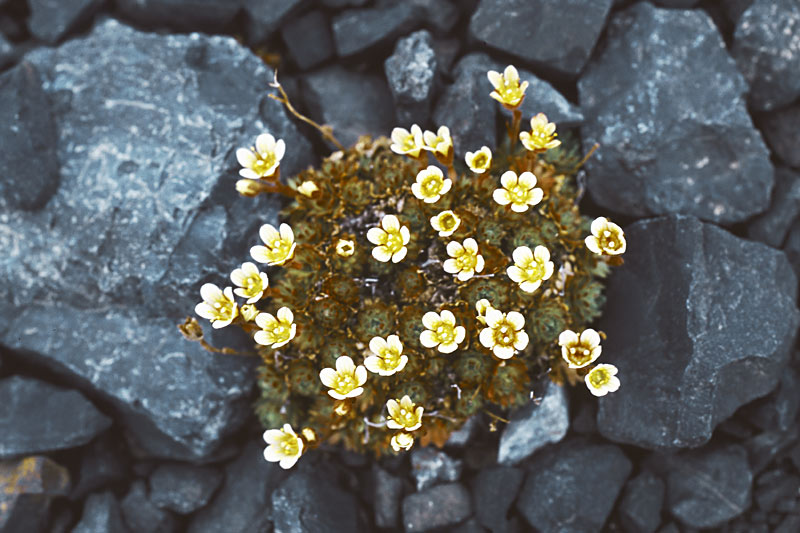
Saxífraga cespitosa
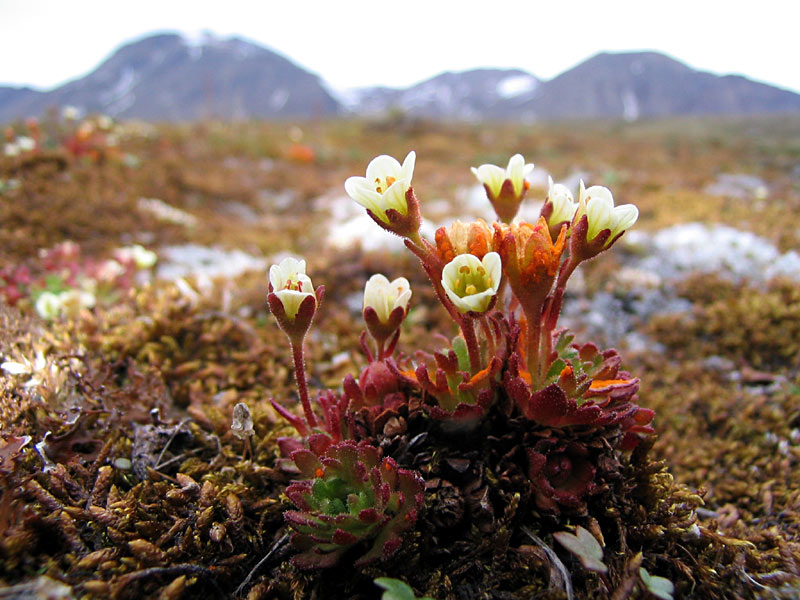
Forma nana de Saxífraga cespitosa
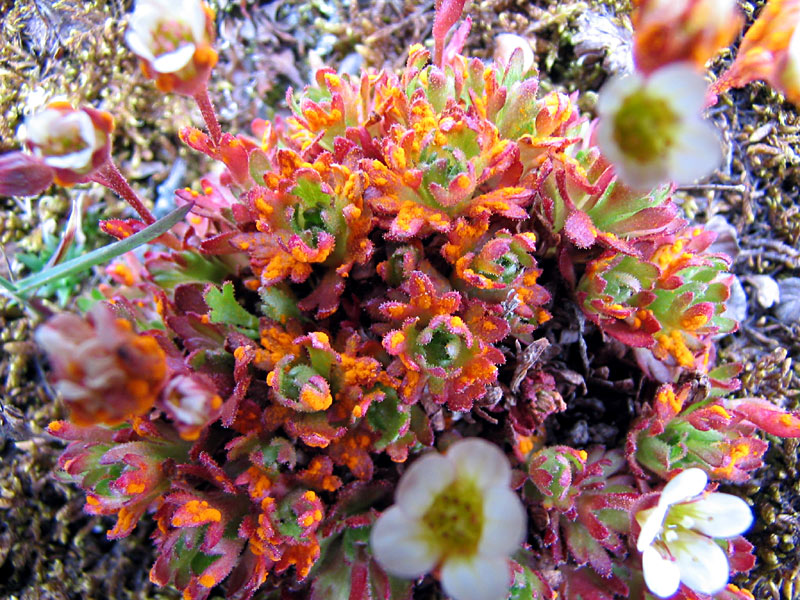
Forma nana de Saxífraga cespitosa
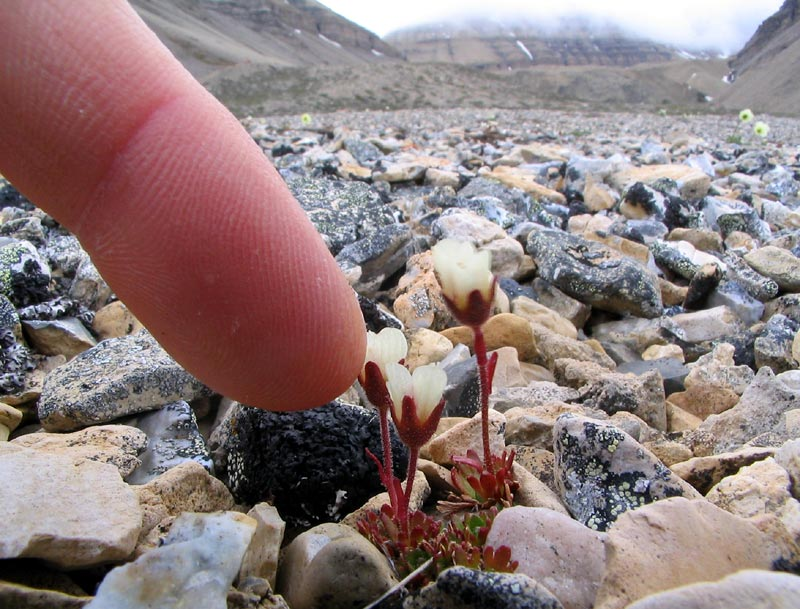
Forma nana de Saxífraga cespitosa